# Fadrique Enríquez (1390-1473)
Fadrique Enríquez de Mendoza (1390 – 23 december 1473) was 2e admiraal van Castilië, graaf van Melgar en Rueda,en 2e heer van Medina del Rioseco. Hij was een zoon van Alonso Enríquez,  1e admiraal van Castilië. 

## 1426-1445
Zijn vader Alonso Enríquez was op zijn beurt de zoon van prins Fadrique, een onecht kind van Alfons XI van Castilië. De familie Enríquez was een zeer belangrijke familie vanwege deze afstamming van de koninklijke lijn en de vele bezittingen in Castilië. Toen zijn vader Alonso in 1429 stierf erfde Fadrique zijn eigendommen en titels waaronder ricohombre, Meester in de Orde van Santiago, heer van Medina de Rioseco, Castroverde en Torrelobatón. Volgens zijn tijdgenoot Fernando del Pulgar (1436-1492) was hij klein van gestalte, een beetje bijziend, en verwierf hij veel eer en roem met zijn optreden als bevelhebber van de vloot van Castilië. 

Fadrique speelde een belangrijke rol aan het hof, als een van de belangrijkste raadgevers van koning Johan II van Castilië. Hij raakte betrokken bij het complot tegen de invloedrijke Condestable van Castilië, Álvaro de Luna. 
In 1426 trouwde Fadrique Enríquez met Mariana Fernández de Córdoba y Ayala, 4e dame van Casarrubios (1385-1431). In 1425 beviel Mariana van een dochter, Johanna, de latere koningin van Aragón.
In 1431 arresteerde hij samen met Alvaro de Luna de bevelhebber Diego Sarmiento omdat deze de bevelen van de koning niet opvolgde. In hetzelfde jaar stierf zijn vrouw Mariana.
In 1432 trok hij samen met Pedro Manrique de Lara op tegen de prinsen Hendrik en Peter in de buurt van Cáceres, Alburquerque en Acagala.  
Op 9 mei 1432 trouwde Fadrique met zijn tweede echtgenote, Teresa Fernández de Quiñones met wie hij negen kinderen kreeg.
Toen koning Johan II van Castilië in 1437 Pedro Manrique liet arresteren kwam Fadrique met de koning in conflict. In augustus 1438 wist Pedro te ontsnappen uit zijn gevangenis in Fuentedueñas. Fadrique verzamelde troepen in Medina de Rioseco om in opstand te komen tegen de koning. 
Ook Johan II van Castilië bracht zijn aanhang bijeen, waaronder Álvaro de Luna, zijn zoon Hendrik, Pero de Velasco, de graaf van Haro, Diego Gómez de Sandoval en anderen. In 1440 werd er onderhandeld en een voorlopige wapenstilstand bereikt. Tijdens deze korte periode van vrede trouwde Hendrik met Blanca II van Navarra. Fadrique werd peetoom van het bruidspaar.

## 1445-1473
Fadrique deed in 1445 opnieuw mee aan een verbond tegen Alvaro de Luna. De admiraal werd gevangengenomen maar wist te ontsnappen naar Medina de Rioseco. 
In 1448 werd Fadrique beschuldigd van een samenzwering tegen de koning en een complot om Álvaro de Luna te vermoorden. Fadrique vluchtte opnieuw, trok naar Aragón om daar steun te zoeken en vandaar naar Italië, waar Alfons V, de koning van Aragón zich toen bevond. 
In 1449 werd er opnieuw een verbond tegen Álvaro de Luna gesloten. Fadrique deed dit nu samen met Johan II, koning van Navarra. Johan II van Castilië was in 1447 hertrouwd met Isabella van Portugal. De nieuwe koningin maakte snel korte metten met de invloedrijke adel aan het hof. Álvaro werd op 4 april 1453 gearresteerd en ter dood veroordeeld, waarna zijn onthoofding plaatsvond op 2 juni 1453.
In juli 1454 stierf Johan II van Castilië, die opgevolgd werd door Hendrik IV.  Hierop begon een nieuwe serie intriges aan het hof van Castilië, waarin ook de admiraal een rol speelde.
Fadrique Enríquez de Mendoza ligt begraven in het klooster van Nuestra Señora de Esperanza de Valdescopezo in Medina de Rioseco.

## Nageslacht
Met Mariana Fernández de Córdoba y Ayala
- Johanna Enríquez, later koningin van Aragón

Met Teresa Fernández de Quiñones:
- Alonso Enríquez (1435-1485), 3e admiraal van Castilië
- Pedro, 4e Adelantado Mayor van Andalusië (? - 1492)
- Enrique Enríquez ( - 1504), mayordomo mayor del rey, heer van Orso
- Francisco Enríques
- María
- Leonor
- Inés
- Aldonza
- Blanca